# Marentes
Marentes es una parroquia del concejo asturiano de Ibias, en España, y un lugar de dicha parroquia.
La parroquia tiene una extensión de 15 km² y una población de 58 habitantes (2009).
El lugar de Marentes se sitúa a una altitud de 310 m y dista 7 km de la capital del concejo, San Antolín.

## Arte
- „Iglesia parroquial de Marentes“
- „Casa Palacio de los Peña “ de Villajanea
- Torre del Señorío de Marentes.
- Casa del Salón.
- Casa en Barreiro
- Capilla de Nuestra Señora de Pastur en Villajane
- Palacio de los Peña en Villajane

## Fiestas y ferias
- Santa María Magdalena, 22 de julio.

## Poblaciones
Según el nomenclátor de 2009, la parroquia comprende las poblaciones de:
- Busto (aldea): 6 habitantes; 43°3′24.947357″N 6°54′33.70805″O / 43.05692982139, -6.9093633472

Busto es una población perteneciente a la parroquia de Marentes que se encuentra al noroeste del concejo de Ibias. 

Ejemplo de trisquel. El número tres aparece constantemente en la mitología celta.

En este lugar se conservan todavía algunos ejemplares de arquitectura tradicional autóctona: pallozas teitadas con paja de centeno hechas con la técnica de a beu.
Estas viviendas tienen planta rectangular y su construcción se hace aprovechando la inclinación de la pendiente. Existe en la urbanización un hórreo antiguo, con cubierta vegetal. Tiene la particularidad de conservar una talla que representa un disco solar llamado trisquel como emblema de la buena suerte, según la simbología tradicional.
- Marcellana (aldea): 4 habitantes; 43°5′23.201877″N 6°53′39.625424″O / 43.08977829917, -6.89434039556
- Marentes (lugar): 39 habitantes; 43°4′51.527742″N 6°53′58.11″O / 43.08097992833, -6.8994750
- Villajane (aldea): 9 habitantes. 43°4′20.68938″N 6°53′2.261984″O / 43.0724137167, -6.88396166222